# رودي شميتس
رودي شميتس (مواليد 12 أغسطس 1963) هو لاعب كرة قدم. يلعب مع منتخب بلجيكا لكرة القدم. سبق له أن لعب في كأس العالم لكرة القدم مع منتخب بلاده.

## روابط خارجية
- رودي شميتس على موقع الاتحاد البلجيكي (الإنجليزية)
- رودي شميتس على موقع قاعدة بيانات كرة القدم.إي يو (الإنجليزية)
- رودي شميتس على موقع ناشيونال فوتبول تيمز (الإنجليزية)
- رودي شميتس على موقع Soccerway.com (الإنجليزية)
- رودي شميتس على موقع عالم كرة القدم.نت (الإنجليزية)